# 紀元前362年
紀元前362年（きげんぜん362ねん）は、ローマ暦の年である。
当時は、「アハラとアヴェンティネンシスが共和政ローマ執政官に就任した年」として知られていた（もしくは、それほど使われてはいないが、ローマ建国紀元392年）。紀年法として西暦（キリスト紀元）がヨーロッパで広く普及した中世時代初期以降、この年は紀元前362年と表記されるのが一般的となった。

## 他の紀年法
- 干支 : 己未
- 日本
  - 皇紀299年
  - 孝安天皇31年
- 中国
  - 周 - 顕王7年
  - 秦 - 献公23年
  - 楚 - 宣王8年
  - 斉 - 桓公13年
  - 燕 - 桓公11年
  - 趙 - 成侯13年
  - 魏 - 恵王8年
  - 韓 - 昭侯元年
- 朝鮮
  - 檀紀1972年
- ベトナム :
- 仏滅紀元 : 183年
- ユダヤ暦 :

## できごと

### ペルシア帝国
- カリアのマウソロスが、ペルシア帝国のアルタクセルクセス2世に対してアナトリア半島各地のサトラップ（太守）たちの反乱に加わった。

### エジプト
- スパルタ王アゲシラオス2世が、ペルシア帝国との戦いでエジプトに加勢するため、1000人の兵士とともに来援した。

### ギリシア
- マンティネイアの戦い (紀元前362年)
  - アルカディア同盟 (Arcadian League) に内紛が勃発し、マンティネイア (Mantineia) は、アテナイおよびスパルタと結び、テゲアや他の同盟参加国はテーバイに味方した。テーバイの将軍エパメイノンダスは、ペロポネソス半島各地からの多数の同盟軍を率いることになった。これに対して、将軍アルキダモス3世が率いるスパルタ、アテナイ、そのほかの同盟軍が、マンティネイアの戦いで相見えた。この会戦は、テーバイ側の勝利に終わったが、エパメイノンダスは戦死した。エパメイノンダスは死に際に会戦後の和平を命じたため、和平が結ばれ、ギリシア全域に平和が到来した。これによってギリシア全域に対するテーバイの覇権の時代は終わった。

### 中国
- 魏が澮で韓と趙の連合軍を破り、趙の楽祚を捕らえた。
- 少梁の戦いにおいて秦と魏が戦い、魏が敗れて、宰相（公孫痤）が捕虜となった。

## 誕生
- カルディアのエウメネス - ギリシアの将軍、学者（紀元前316年没）

## 死去
- エパメイノンダス - ギリシアの将軍、政治家（紀元前418年生）
- 衛の声公
- 燕の桓公
- 秦の献公